# Chris Rawlinson
Christopher Lee « Chris » Rawlinson (né le 19 mai 1972 à Rotherham) est un athlète britannique, spécialiste du 400 mètres haies. 

## Biographie
Il établit la meilleure performance chronométrique de sa carrière sur 400 m haies le 10 août 1999 à Zurich avec 48 s 14. Cinquième des Championnats du monde 2001, il remporte l'année suivante le titre des Jeux du Commonwealth, à Manchester, en s'imposant en 49 s 14. Il se classe par ailleurs troisième de la Coupe du monde des nations 2002 et sixième des Championnats du monde 2003. Il remporte à trois reprises la Coupe d'Europe des nations en 2000, 2003 et 2004.
Licencié au Trafford AC de Manchester, Chris Rawlinson remporte six titres nationaux consécutifs sur 400 m haies de 1999 à 2004.
Il est l'époux de l'athlète australienne Jana Pittman.

### Palmarès
| Date | Compétition                | Lieu       | Résultat | Épreuve     |
| ---- | -------------------------- | ---------- | -------- | ----------- |
| 1997 | Universiade                | Catane     | 3e       | 4 × 400 m   |
| 1999 | Universiade                | Palma      | 2e       | 4 × 400 m   |
| 2001 | Championnats du monde      | Edmonton   | 5e       | 400 m haies |
| 2002 | Jeux du Commonwealth       | Manchester | 1er      | 400 m haies |
| 2002 | Jeux du Commonwealth       | Manchester | 1er      | 4 × 400 m   |
| 2002 | Coupe du monde des nations | Madrid     | 3e       | 400 m haies |
| 2003 | Championnats du monde      | Paris      | 6e       | 400 m haies |
| 2003 | Championnats du monde      | Paris      | 4e       | 4 × 400 m   |

### Records
| Épreuve     | Performance | Lieu   | Date         |
| ----------- | ----------- | ------ | ------------ |
| 400 m haies | 48 s 14     | Zurich | 10 août 1999 |